# 2286 Fesenkov
2286 Fesenkov este un asteroid din centura principală, descoperit pe 14 iulie 1977 de Nikolai Cernîh.